# 玄愛子
玄 愛子（ヒョン・エジャ、朝鮮語: 현애자、1962年10月28日 - ）は、大韓民国の農民運動家、政治家。第17代韓国国会議員。本貫は延州玄氏。

## 経歴
済州道西帰浦市西烘洞出身。慶熙大学校生活科学大学生活科学部卒（80期生として在学中、体調不良により中退。のち2007年に児童家族専攻の学士学位取得）。
済州地域文化運動委員会事務局長、大静邑農民会幹事・女性農民委員会メンバー、済州道女性農民会会長、南済州郡女性農民会会長、農漁村発展特別委員会委員、進歩運動研究所発起人、わが民族が一つになる運動本部発起人、大静邑農業死守委員会政策分科長、民主労働党西帰・南済州郡地区党創党準備員会副委員長、第17代国会保健福祉委員会委員、全国女性農民会連合済州道連合会長・総連合副会長、統合進歩党済州道党共同委員長、2017年大統領選挙と2018年地方選挙の正義党済州共同選対委員長を務めた。

## エピソード
2004年、現職の国会議員として初めて韓国クィア文化祭に参加した。